# Jakowlew Jak-120
Die Jakowlew Jak-120 (russisch Яковлев Як-120) war ein Flugzeug aus dem Konstruktionsbüro Jakowlew. Sie war ein Versuchsjagdflugzeug und ging nach kleineren Änderungen als Jak-25 in Serie.

## Entwicklung
Ende der vierziger Jahre entstand in der Sowjetunion der Bedarf nach schweren zweisitzigen Abfangjägern großer Reichweite zur Luftverteidigung großer Räume, wie der Nord- und Ostgrenze der UdSSR mit ihrer dünnen Infrastruktur. Die ersten Versuchsmuster wie die Mikojan-Gurewitsch I-320, die Suchoi Su-15 und Lawotschkin La-200 konnten die gestellten Anforderungen insbesondere an die Reichweite nicht erfüllen. So war man in der Luftwaffenführung froh, dass A. S. Jakowlew von sich aus die Initiative zur Entwicklung eines solchen Musters ergriff, was im August 1950 mit einem offiziellen Entwicklungsauftrag an das OKB Jakowlew für einen zweisitzigen Abfangjäger und Aufklärer honoriert wurde, währenddessen das OKB Tupolew parallel einen zweistrahligen Begleitjäger entwickeln sollte. Beide Projekte sollten das neue, kompakte Axial-Triebwerk Mikulin AM-5 verwenden. Gemäß Planung sollten die Konstruktion von Jakowlews Abfangjäger Jak-120 und Aufklärer Jak-125 bis Ende 1952 abgeschlossen werden. Der erste Prototyp flog am 19. Juni 1952, noch mit einer Attrappe des vorgesehene Sokol-Radargeräts, welches zu diesem Zeitpunkt noch nicht einsatzreif war, im Bug. Die Werkserprobung konnte im November abgeschlossen werden. Insgesamt wurden  bis auf die knapp unter den Forderungen liegende Reichweite alle gestellten Anforderungen erfüllt, das fehlende Radar erlaubte es aber noch nicht, die staatliche Erprobung aufzunehmen. Im Ergebnis dessen wurde versucht die Erprobung des Sokol-Radars zu beschleunigen, wozu u. a. auch die La-200B abgestellt wurde, während man die Jak-120 provisorisch mit dem bereits in der Mikojan-Gurewitsch SP-5 getesteten Isumrud-Radar ausstattete. In dieser Konfiguration konnte zwischen Mai und Juni 1953 die staatliche Erprobung erfolgreich bewältigt werden. Kleinere Probleme schlugen sich in weiteren Änderungen nieder, mit denen das Muster dann als Jak-25 1954 in Produktion ging.
Nach dem positiven Eindruck der Jak-120 wurde gefordert, das Flugzeug mit den neuen Nachbrennertriebwerken AM-9A und den schweren Raketen ARS-57 auszurüsten, wofür auch das neue Radargerät Sokol-M installiert werden musste. Verzögerungen in der Fertigstellung des Sokol-M verzögerten aber auch die Fertigstellung des Flugzeuges, bei dem es sich um den noch vor Fertigstellung umgebauten zweiten Prototyp der Jak-120 handelte. Im Dezember 1954 baute man schließlich ein serienmäßiges Sokol-Radar ein. Von ihrem Vorgänger unterschied sich die Maschine durch längere und dickere Triebwerksgondeln sowie größere und nach außen verlegte Grenzschichtzäune. In der Rumpfunterseite waren zwei Mulden für die Raketen, weshalb die interne Anordnung der Rumpftanks geändert werden musste. Durch den Einbau kleinkalibriger Kanonen konnte Gewicht eingespart werden. Die Flugerprobung der Jak-120M erfolgte im Januar 1955 und wurde im gleichen Monat beendet. Das Sokol-M war immer noch nicht fertig (und die Arbeiten an ihm wurden kurze Zeit später endgültig eingestellt), außerdem konnten die Nachbrenner der AM-9A nicht unterhalb 5.000 m aktiviert werden, was die mögliche Einsatzcharakteristik des Abfangjägers deutlich verschlechterte. Da die Konstrukteure zudem bereits an einem neuen Nachfolgemuster Jak-27 arbeiteten, wurde das Projekt schließlich aufgegeben und die Maschine als Jak-120MF als Erprobungsträger für die RD-9F-Triebwerke verwendet.

## Technische Beschreibung
Jakowlews Lösung war eine ungewöhnliche Kombination aus einem Tandemfahrwerk und Triebwerksgondeln unter den Flügeln. Diese Auslegung gestattete es große Mengen Treibstoff im Rumpf mitzuführen, Platz für die große Kabine und das Radargerät zu bekommen und durch die kompakten Triebwerke die Flügel aerodynamisch sauber zu halten. Eine Neuheit für Jagdflugzeuge stellte ein Enteisungssystem für die Flügelvorderkanten und Triebwerkseinläufe dar, dies war aber für die vorgesehenen Patrouillenflüge unter polaren Bedingungen zwingend notwendig. Obwohl große Mengen an funkelektronischer Ausrüstungen im Muster verbaut wurden, erlaubten es neue technische Konstruktions- und Baulösungen, die Zelle insgesamt um knapp ein Viertel leichter auszulegen als vergleichbare zweistrahlige Muster.

## Technische Daten
| Kenngröße              | Jak-120                                                     | Jak-120M                                                                                        |
| ---------------------- | ----------------------------------------------------------- | ----------------------------------------------------------------------------------------------- |
| Spannweite             | 10,96 m                                                     | 10,96 m                                                                                         |
| Länge                  | 15,67 m                                                     | 15,67 m                                                                                         |
| Flügelfläche           | 28,95 m²                                                    | 28,95 m²                                                                                        |
| Startmasse             | 8.530 kg                                                    | -                                                                                               |
| Flächenbelastung       | 295,00 kp/m²                                                | -                                                                                               |
| Triebwerke             | zwei Turbinenluftstrahltriebwerke Mikulin AM-5A, je 2.000kp | zwei Turbinenluftstrahltriebwerke Mikulin AM-9A, je 2.650kp ohne und je 3.250kp mit Nachbrenner |
| Höchstgeschwindigkeit  | 1.075 km/h in 10.000 m, 1.140 km/h in 4.000 m               | 1.122 km/h in 5.000 m                                                                           |
| Steigzeit auf 10.000 m | 4 min 18 s                                                  | -                                                                                               |
| praktische Gipfelhöhe  | 14.500 m                                                    | 16.300 m                                                                                        |
| Reichweite             | 2.800 km                                                    | -                                                                                               |
| Startstrecke           | 735 m                                                       | -                                                                                               |
| Landestrecke           | 800 m                                                       | -                                                                                               |
| Bewaffnung             | 2 Kanonen 37mm (N-37L) mit je 50 Granaten                   | 2 Kanonen 23mm, 2 Lenkraketen Luft-Luft                                                         |
| Besatzung              | 2                                                           | 2                                                                                               |